# Classificació de la combinada al Tour de França

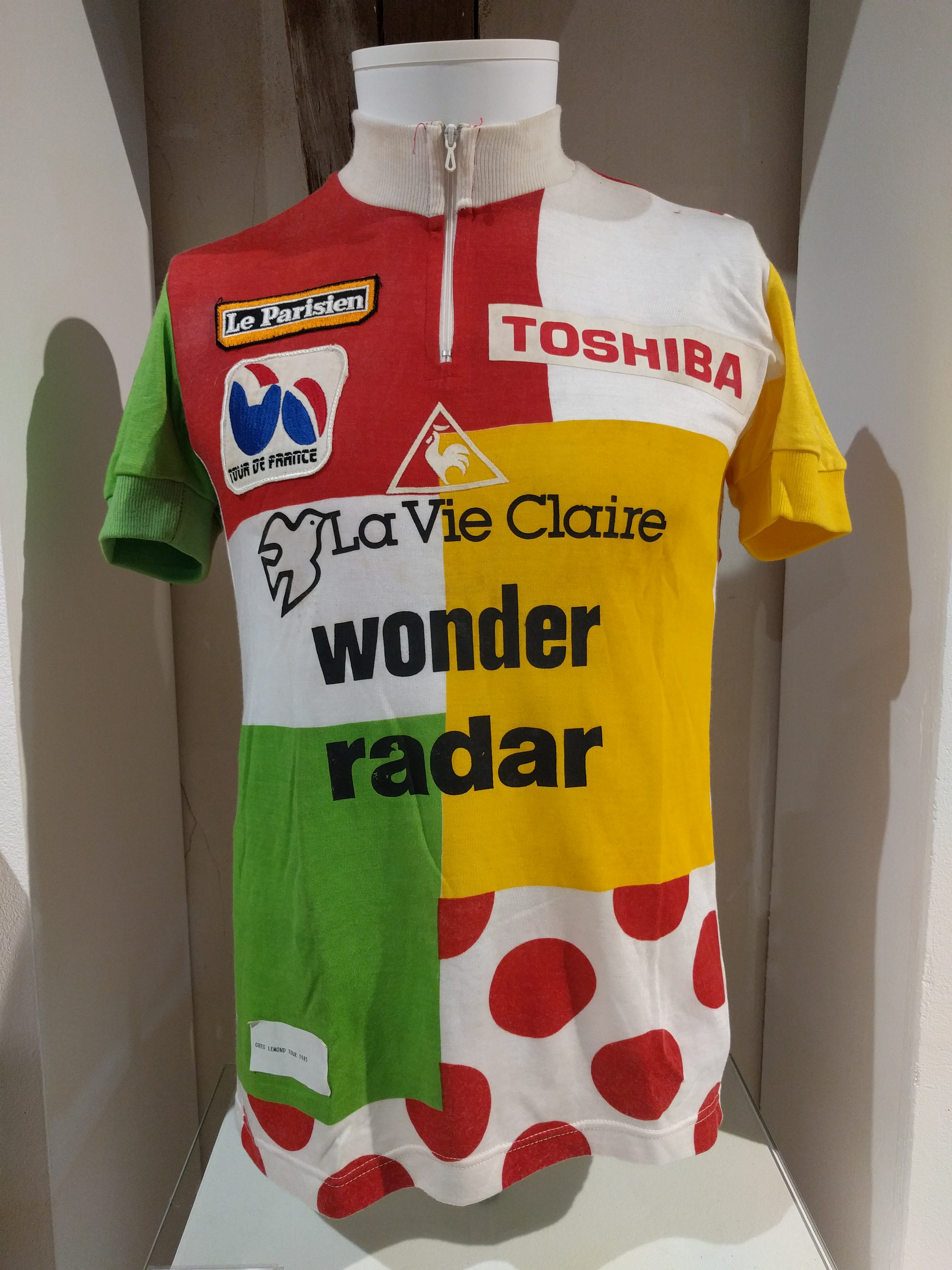
Mallot de la combinada de Greg Lemond l'any 1985.

La Classificació de la combinada al Tour de França va ser una classificació secundària del Tour de França.
Creada el 1968, aquesta classificació premiava el ciclista amb millor rànquing amb la suma de la Classificació general, de la Classificació per punts i del Gran Premi de la muntanya. A partir de 1984 també es va valorar la Classificació dels esprints intermedis.
De 1968 a 1974 aquesta classificació era premiada amb un mallot blanc. Va desaparèixer el 1975 quan aquest mallot es va començar a fer servir per a la Classificació dels joves. Es va tornar a recuperar de 1982 a 1985 i de 1985 a 1989, aquest cop amb un mallot on es combinava tots els altres mallots. El ciclista que ha obtingut més victòries ha estat Eddy Merckx amb cinc.

## Palmarès
| Any  | Ciclista              | Equip                 | Punts | Altres mallots         |
| ---- | --------------------- | --------------------- | ----- | ---------------------- |
| 1968 | Franco Bitossi        | Itàlia                | 11    | Punts                  |
| 1969 | Eddy Merckx           | Faema                 | 3     | Genéral Punts Muntanya |
| 1970 | Eddy Merckx           | Faema-Faemino         | 4     | Genéral Muntanya       |
| 1971 | Eddy Merckx           | Molteni               | 5     | Genéral Punts          |
| 1972 | Eddy Merckx           | Molteni               | 4     | Genéral Punts          |
| 1973 | Joop Zoetemelk        | Gitane-Frigécrème     | 20    | -                      |
| 1974 | Eddy Merckx           | Molteni               | 8     | Genéral                |
| 1980 | Ludo Peeters          | IJsboerke-Warncke     | 14    | -                      |
| 1981 | Bernard Hinault       | Renault-Elf-Gitane    | 6     | Genéral                |
| 1982 | Bernard Hinault       | Renault-Elf-Gitane    | ?     | Genéral                |
| 1985 | Greg LeMond           | La Vie Claire-Radar   | 91    | -                      |
| 1986 | Greg LeMond           | La Vie Claire-Radar   | 87    | Genéral                |
| 1987 | Jean-François Bernard | Toshiba-La Vie Claire | 72    | -                      |
| 1988 | Steven Rooks          | PDM                   | 84    | Muntanya               |
| 1989 | Steven Rooks          | PDM                   | 89    | -                      |